# Prionognathus boecki
Prionognathus boecki är en ringmaskart som beskrevs av Anders Johan Malmgren 1867. Prionognathus boecki ingår i släktet Prionognathus och familjen Dorvilleidae. Inga underarter finns listade i Catalogue of Life.